# 슈렉 포에버
슈렉 포에버(영어: Shrek Forever After)는 2010년에 개봉한 슈렉 시리즈의 네번째 시리즈이다.

## 줄거리
슈렉과 동키가 피오나를 구출하기 전, 피오나의 부모인 해럴드 왕 부부는 마법사 럼펠스틴스킨에게 찾아가 왕국을 넘겨주는 조건으로 피오나의 저주를 풀려 한다. 하지만, 해럴드 왕이 럼펠스틴스킨 (이하 럼펠)과 계약을 하려던 찰나, 슈렉이 피오나를 구출해냈다는 소식을 듣게 되고, 모든 계약은 물거품이 된다. 자신이 오랫동안 바라왔던 왕국을 눈앞에서 놓치게 된 럼펠은 이를 갈며 슈렉에게 복수할 것을 다짐한다.
한편, 세 쌍둥이의 아빠가 된 슈렉은 반복되는 일상과 더 이상 무서운 오거가 아닌 사람들의 구경거리로 전락해버린 삶에 염증을 느끼기 시작한다. 결국, 쌓일 대로 쌓인 슈렉의 스트레스는 세 쌍둥이의 생일 파티에서 폭발하게 되고 슈렉은 파티장에서 뛰쳐나온다.
슈렉의 이런 모습을 본 럼펠은 계획적으로 슈렉에게 접근해 마법으로 피오나를 만나기 전의 오거로서의 하루를 살게 해주겠다고 꾀어내고, 슈렉은 흔쾌히 수락한다. 단, 마법의 조건으로 슈렉이 기억하지도 못할 정도 어린 시절의 어느 한 날을 요구한다.
럼펠의 마법으로 슈렉은 모두가 자신을 무서워하는 ‘자유로운’ 하루를 보내지만 이내 뭔가 이상한 것을 느낀다. 곳곳에 자신의 아내 피오나에 대한 현상 수배가 붙어있는 것이다. 어리둥절해하는 슈렉에게 럼펠의 부하 마녀들이 날아오고 슈렉을 럼펠이 다스리는 머나먼 왕국의 궁전으로 납치 해 간다.
럼펠의 궁전에는 피노키오, 동키와 같이 슈렉의 친구들이 잡혀서 노예처럼 일하고 있는데, 이들은 모두 슈렉을 알아보지 못한다. 의아해하는 슈렉에게 럼펠이 나타나 자신이 마법의 대가로 가져간 슈렉의 하루는 바로 슈렉이 태어난 날이며, 따라서 오늘 하루가 지나면 슈렉은 흔적도 없이 사라지게 될 것이라고 말한다. 슈렉이 태어나 질 않았으니 피오나도 탑에서 구출되지 않았고, 럼펠은 계획대로 해럴드 왕 부부와 계약을 맺어 머나먼 왕국의 주인이 되었던 것이다.
이를 들은 슈렉은 동키를 데리고 궁전에서 도망친다. 슈렉을 알아보지 못하는 동키는 처음에는 겁에 질리지만, 슈렉을 믿고 도와 주기로 결심한다. 동키가 럼펠의 궁전에서 일하면서 몰래 엿들은 것이 하나 있는데, 그것은 바로 사랑하는 사람과의 키스가 럼펠의 마법을 풀 수 있다는 것이다. 이에 슈렉은 바로 피오나를 찾아 나서는데, 우연히 피오나가 이끄는 오거 저항군과 마주치게 된다. 아무도 자신을 구출하려 오지 않자 피오나 스스로 탑에서 빠져 나와 럼펠로부터 핍박받는 오우거들로 저항군을 조직한 것이다.
저항군에 합류한 슈렉은 어떻게든 하루 안에 피오나와 키스해 럼펠의 마법을 풀려 하지만, 슈렉을 알아보지 못하는 피오나에겐 어떤 방법도 통하지 않는다. 한편, 럼플의 마차를 습격하려던 저항군은 럼펠의 함정에 빠져 피리부는 사나이에게 사로잡히고, 피오나와 슈렉을 제외한 저항군 모두 럼펠의 성으로 끌려간다. 슈렉은 저항군을 모두 구출할 방법은 자신과 피오나가 키스하는 것 뿐이라고 피오나를 설득해 키스에 성공하지만 아무것도 변하지 않는다. 설상가상으로 피오나는 저항군 동료들을 구출하기 위해 단신으로 럼펠의 궁에 뛰어든다.
결국, 슈렉은 피오나와 저항군을 구출하기 위해 스스로 럼펠의 궁전으로 찾아가고, 오거들을 모두 풀어주는 조건으로 럼펠에게 항복한다. 하지만, 럼펠은 피오나는 낮에는 사람이므로 완전한 오거가 아니라는 핑계로 피오나를 제외한 오거만을 풀어주고, 슈렉과 피오나를 용의 먹이로 주려 한다. 하지만 그 찰나에 오거 저항군과 동키, 그리고 피오나의 애완동물로 살이 뒤룩뒤룩 찐 장화 신은 고양이가 럼펠의 궁전을 습격하고, 용을 쇠사슬로 묶고 럼펠을 사로 잡는데 성공한다. 다음날 동이 터오면서 슈렉의 몸은 점점 사라지기 시작하고, 슈렉에 대한 자신의 마음을 깨달은 피오나는 슈렉에게 입 맞춘다. 그 순간 럼펠이 마법으로 만들었던 세상은 무너져 내리고, 슈렉은 자신이 뛰쳐나오기 직전의 생일 파티장으로 돌아 가 가족과 친구들에 대한 자신의 사랑을 깨닫는다.

## 한국판 성우진
- 장광 : 슈렉 역
- 이인성 : 동키 역
- 김옥경 : 피오나 공주 역
- 이봉준 : 장화신은 고양이 역